# Tischtennis-Europameisterschaft 1958
Die 1. Tischtennis-Europameisterschaft fand vom 2. bis 19. März 1958 in Budapest statt.
Erstmals gelang es der DDR, mit einer eigenen Mannschaft aufzutreten. Am erfolgreichsten war Ungarn, das den Teamwettbewerb der Herren, die Einzeldisziplinen der Damen und Herren sowie das Mixed gewann. Dazu kommen weitere drei Silbermedaillen.

## Austragungsmodus Mannschaften
Insgesamt waren 18 Nationen vertreten. Dänemark, Niederlande, Luxemburg, Italien, Portugal und Spanien blieben dem Turnier fern.
Es nahmen 16 Damen- und 15 Herrenmannschaften teil. Diese wurden in jeweils zwei Gruppen gelost, wo sie im Modus Jeder gegen Jeden gegeneinander antraten. Die Gruppensieger bestritten das Endspiel.
Ein Damenteam bestand aus zwei Spielerinnen. Gespielt wurde nach dem Corbillon-Cup-System, also zuerst zwei Einzel, dann ein Doppel und danach wieder maximal zwei Einzel.
Die Herren spielten mit Dreiermannschaften nach dem Swaythling-Cup-System, also ohne Doppel.

### Endstand der Gruppenspiele
|       | Herren      | Herren       |
| Platz | Gruppe A    | Gruppe B     |
| ----- | ----------- | ------------ |
| 1.    | ČSR         | Ungarn       |
| 2.    | Jugoslawien | Rumänien     |
| 3.    | Schweden    | England      |
| 4.    | Deutschland | UdSSR        |
| 5.    | Österreich  | Frankreich   |
| 6.    | Polen       | DDR          |
| 7.    | Bulgarien   | Schweiz      |
| 8.    |             | Griechenland |

|       | Damen       | Damen      |
| Platz | Gruppe A    | Gruppe B   |
| ----- | ----------- | ---------- |
| 1.    | Rumänien    | England    |
| 2.    | ČSR         | Ungarn     |
| 3.    | Wales       | Polen      |
| 4.    | UdSSR       | Belgien    |
| 5.    | Schweden    | Frankreich |
| 6.    | Bulgarien   | DDR        |
| 7.    | Deutschland | Schweiz    |
| 8.    | Jugoslawien | Österreich |

### Endspiele
Das Endspiel der Herren gewann Ungarn mit 5:2 gegen die ČSR. Bei den Damen wurde England mit einem 3:1-Sieg über Rumänien Europameister.

## Abschneiden der Deutschen

### Herrenmannschaft Deutschland
Das westdeutsche Team trat in Gruppe A an. Hier brachte es der ČSR mit 5:1 die einzige Niederlage bei. Weitere Siege gelangen gegen Schweden, Polen und Bulgarien. Die Spiele gegen Österreich und Jugoslawien wurden jeweils mit 3:5 verloren. Damit war Deutschland punktgleich mit Schweden und Jugoslawien gemeinsam auf Platz zwei. Eine Differenzierung anhand des Spielverhältnisses erfolgte nicht.

### Herrenmannschaft DDR
Die DDR gewann in Gruppe B gegen Griechenland und die Schweiz jeweils mit 5:0. Die restlichen Spiele gingen verloren (Ungarn, Rumänien, England, Frankreich, UdSSR). Mit 2:5 Punkten reichte es zu Platz sechs.

### Damenmannschaft Deutschland
Die Damen konnten in Gruppe A gegen Bulgarien gewinnen. Mit sechs Niederlagen landeten sie punktgleich mit Bulgarien und Jugoslawien auf dem letzten Platz.

### Damenmannschaft DDR
Die Damen der DDR holten in Gruppe B gegen Österreich und die Schweiz zwei Siege. Dem standen fünf Niederlagen gegenüber, was schließlich Platz sechs bedeutete.

### Herreneinzel Deutschland
Conny Freundorfer siegte gegen Markovic II (Jugoslawien) und Farkas (Ungarn) und verlor danach gegen den Rumänen Matei Gantner. Erich Arndt schaltete nach Freilos den Griechen Jamakopulos und den Bulgaren Schivatschev aus, ehe er an Ladislav Štípek (ČSR) scheiterte. Anton Breumair gewann gegen Viliam Polakovič (ČSR) und verlor dann gegen Stephen Cafiero (Frankreich). Auch für Dieter Köhler war nach dem Sieg über Janez Teran (ČSR) in der zweiten Runde gegen Josef Sedelmayer (Österreich) Endstation. Josef Seiz unterlag in der ersten Runde Helmut Hanschmann (DDR).

### Herreneinzel DDR
Helmut Hanschmann war der erfolgreichste DDR-Spieler. Nach dem Sieg gegen Josef Seiz schaltete er Josip Vogrinc (Jugoslawien) und Alan Rhodes (England) aus, um dann dem Ungarn Janos Halasz zu unterliegen. Heinz Schneider kam gegen Aleksandar Grujic (Jugoslawien) eine Runde weiter, nicht aber gegen Markovic I (Jugoslawien). Heinz Haupt schied sofort gegen Ivanov aus.

### Dameneinzel Deutschland
Am weitesten brachte es Uschi Fiedler, die nach Siegen über die Ungarinnen Kövecses und Erzsébet Heirits in der dritten Runde von Diane Rowe gestoppt wurde. Die zweite Runde erreichten Hannelore Schlaf, die gegen Zaharijan (UdSSR) gewann und dann gegen Eva Marosvolgyi (Ungarn) verlor, sowie Eva Graf, die Julia Friesenhahn (Ungarn) ausschaltete und dann an Eva Uljaki (Ungarn) scheiterte. Ulla Paulsen schied sofort gegen Morvaine aus.

### Dameneinzel DDR
Alle DDR-Damen verloren im Einzelwettbewerb ihr erstes Spiel: Liane Rödel (gegen Mirjana Plut, Jugoslawien), Ute Mittelstädt (in der Vorrunde gegen Yvonne Baker, England), Isolde Woschee (gegen Jill Rook, England), Christa Bannach (nach kampflosen Weiterkommen gegen Katalin Mendel, Ungarn).

### Herrendoppel
Sehr weit brachte es das DDR-Doppel Hanschmann/Haupt. Sie errangen vier Siege gegen Buranyi/Nemeth (Ungarn), Janez Teran/Kern (Jugoslawien), Foris/Müller (Ungarn) und – für die Fachleute überraschend – gegen Berczik/Sidó. Danach unterlagen sie den späteren Vizeeuropameistern Toma Reiter/Otto Bottner (Rumänien).
Schneider/Pleuse kamen gegen René Roothooft/Stephen Cafiero (Frankreich) eine Runde weiter, nicht aber gegen die Österreicher Karl Wegrath/Hans Zankl. 
Das gesamtdeutsche Doppel Arndt/Haupt verlor sofort gegen Josef Sedelmayer/Viktor Hirsch (Österreich). Freundorfer/Seiz gewannen gegen die Polen Zbigniew Calinski/Janusz Kusinski und verloren dann gegen Elemér Gyetvai/Jeno Csender (Ungarn). Köhler unterlag mit seinem schwedischen Partner Karlsson den Ungarn Laszlo Földy/Zoltán Bubonyi.

### Damendoppel
Vom Damendoppel sind keine Ergebnisse der deutschen Teilnehmerinnen überliefert.

### Mixed
Die zweite Runde erreichten Arndt/Graf (Sieg über Karl Wegrath/Hildegard Hintner, Österreich; Niederlage gegen Štípek/Szalkai, ČSR) und Freundorfer/Schlaf (Sieg über Machan/Eva Uljaki, Ungarn; Niederlage gegen Vogrinc/Elliot, Jugoslawien/Schottland). Alle anderen Mixedpaare mit westdeutscher oder DDR-Beteiligung schieden in der ersten Runde aus: Köhler/Polgarne (GER/Ungarn) gegen W.Spiegelberg/Monique Jaquet (Schweiz), Schneider/Woschee gegen Machan/Eva Uljaki(Ungarn), Breumair/Paulsen gegen Bryan Merrett/Shirley Jones (England/Wales), Hanschmann/Bannach gegen Miklos Peterfy/Erzsébet Heirits (Ungarn), Seiz/Fiedler gegen Zoltán Berczik/Gizella Lantos (Ungarn), Haupt/Mittelstädt gegen Bubonyi/Máthé (Ungarn).

## ETTU-Kongress
- Präsident Jean Bélot (Frankreich) wurde im Amt bestätigt.
- Die Ausrichtung der nächsten Europameisterschaften 1960 wurde nach Jugoslawien vergeben.

## Wissenswertes
- Ivan Andreadis war im Vorfeld von seinem Verband wegen Schmuggels gesperrt worden. Dies wurde in Fachkreisen als Schwächung der ČSR angesehen.[1]

## Ergebnisse
| Wettbewerb        | Rang                                                                    | Sieger                                                                     |
| ----------------- | ----------------------------------------------------------------------- | -------------------------------------------------------------------------- |
| Mannschaft Herren | 1.                                                                      | Ungarn (Zoltán Berczik, Laszlo Földy, Zoltán Bubonyi, Elemér Gyetvai)      |
| Mannschaft Herren | 2.                                                                      | ČSR (Ludvík Vyhnanovský, Ladislav Štípek, Václav Tereba, Viliam Polakovič) |
| Mannschaft Herren | Deutschland (Conny Freundorfer, Erich Arndt, Dieter Köhler, Josef Seiz) |                                                                            |
| Mannschaft Herren | DDR (Heinz Schneider, Lothar Pleuse, Helmut Hanschmann, Heinz Haupt)    |                                                                            |
| Mannschaft Damen  | 1.                                                                      | England (Ann Haydon, Diane Rowe, Jill Rook)                                |
| Mannschaft Damen  | 2.                                                                      | Rumänien (Angelica Rozeanu, Ella Zeller, Hasta Tompa, Georgita Pitica)     |
| Mannschaft Damen  | Deutschland (Ulla Paulsen, Uschi Fiedler, Eva Graf, Hannelore Schlaf)   |                                                                            |
| Mannschaft Damen  | DDR (Liane Rödel, Ute Mittelstädt, Isolde Woschee, Christa Bannach)     |                                                                            |
| Herren Einzel     | 1.                                                                      | Zoltán Berczik (Ungarn)                                                    |
| Herren Einzel     | 2.                                                                      | Elemér Gyetvai (Ungarn)                                                    |
| Herren Einzel     | 3.–4.                                                                   | Vilim Harangozo (Jugoslawien)                                              |
| Herren Einzel     | 3.–4.                                                                   | Ludvík Vyhnanovský (ČSR)                                                   |
| Damen Einzel      | 1.                                                                      | Éva Kóczián (Ungarn)                                                       |
| Damen Einzel      | 2.                                                                      | Ann Haydon (England)                                                       |
| Damen Einzel      | 3.–4.                                                                   | Angelica Rozeanu (Rumänien)                                                |
| Damen Einzel      | 3.–4.                                                                   | Lívia Mossóczy (Ungarn)                                                    |
| Herren Doppel     | 1.                                                                      | Ludvík Vyhnanovský/Ladislav Štípek (ČSR)                                   |
| Herren Doppel     | 2.                                                                      | Toma Reiter/Otto Bottner (Rumänien)                                        |
| Herren Doppel     | 3.–4.                                                                   | Helmut Hanschmann/Heinz Haupt (DDR)                                        |
| Herren Doppel     | 3.–4.                                                                   | Matei Gantner/Tiberiu Harastozi (ROM)                                      |
| Damen Doppel      | 1.                                                                      | Angelica Rozeanu/Ella Zeller (Rumänien)                                    |
| Damen Doppel      | 2.                                                                      | Éva Kóczián/Lívia Mossóczy (Ungarn)                                        |
| Damen Doppel      | 3.–4.                                                                   | Ann Haydon/D. Collins (England)                                            |
| Damen Doppel      | 3.–4.                                                                   | Gizella Lantos/Ilona Kerekes (Ungarn)                                      |
| Mixed             | 1.                                                                      | Zoltán Berczik/Gizella Lantos (Ungarn)                                     |
| Mixed             | 2.                                                                      | Ferenc Sidó/Éva Kóczián (Ungarn)                                           |

## Weitere Teilnehmer

### Herren
| Nation       | Teilnehmer |
| ------------ | --- |
| Bulgarien    | Schivatschev, Vladimir Popov, Alexander Sladkarov                                                                           |
| England      | Bryan Merrett, Brian Kennedy, Alan Rhodes                                                                                   |
| Frankreich   | Guy Amouretti, René Roothooft, Marcel Barouh, Stephen Cafiero                                                               |
| Griechenland | Jamakopulos |
| Jugoslawien  | Vilim Harangozo, Josip Vogrinc, Markovic I, Markovic II, Aleksandar Grujic, Janez Teran, Kern, Zeljko Hrbud, Radivoj Hudetz |
| Österreich   | Josef Sedelmayer, Karl Wegrath, Hans Zankl, Viktor Hirsch                                                                   |
| Polen        | Zbigniew Calinski, Janusz Kusinski, Antoni Arbach                                                                           |
| Rumänien     | Matei Gantner, Toma Reiter, Tiberiu Harastozi, Otto Bottner, Vanghel Gavrilescu                                             |
| Schweden     | Karlsson, Tony Larsson, Hans Alsér, Bjorne Mellstrom                                                                        |
| Schweiz      | Marcel Meyer de Stadelhofen, Hugo Urchetti, W.Spiegelberg                                                                   |
| Ungarn       | Ferenc Sidó, Farkas, Janos Halasz, Buranyi, Nemeth, Foris, Müller, Jeno Csender, Machan, Miklos Peterfy                     |
| Irland       | Tommy Caffrey |

### Damen
| Nation      | Teilnehmerinnen |
| ----------- | --- |
| Belgien     | Ghislaine Roland, Maria van Kampen |
| Bulgarien   | Nadejda Ivanova, Pejeva, |
| ČSR         | Eva Kroupova, Libuse Grafkova, Szalkai, Emilia Harvanova |
| England     | Yvonne Baker, D.Collins |
| Frankreich  | Claude Rougagnou, Monique Alber |
| Jugoslawien | Csovic, Mirjana Plut, Terecsic |
| Österreich  | Hildegard Hintner, Gertrude Hübl |
| Rumänien    | Maria Catrinel Folea |
| Schottland  | Helen Elliot |
| Schweden    | Siv Pettersson, Birgitta Tegner |
| Schweiz     | Barbev, Monique Jaquet |
| UdSSR       | Romanovskaite, Zaharijan |
| Ungarn      | Ilona Kerekes, Gizella Lantos, Éva Kóczián, Kövecses, Erzsébet Heirits, Eva Marosvolgyi, Julia Friesenhahn, Eva Uljaki, Katalin Mendel, Polgarne, Sárolta Máthé |
| Wales       | Shirley Jones, Betty Gray |